# ريفيفي
ريفيفي هو فيلم جريمة فرنسي من إخراج جول داسين وبطولة جان سيرفيس، روبرت مانويل، جول داسين وماجلي نويل. صدر الفيلم في 13 أبريل 1955.

## روابط خارجية
- ريفيفي على موقع IMDb (الإنجليزية)
- ريفيفي على موقع ميتاكريتيك (الإنجليزية)
- ريفيفي على موقع الموسوعة البريطانية (الإنجليزية)
- ريفيفي على موقع روتن توميتوز (الإنجليزية)
- ريفيفي على موقع نتفليكس (الإنجليزية)
- ريفيفي على موقع ألو سيني (الفرنسية)
- ريفيفي على موقع Turner Classic Movies (الإنجليزية)
- ريفيفي على موقع أول موفي (الإنجليزية)
- ريفيفي على موقع فيلمافينيتي (الإسبانية)
- ريفيفي على موقع قاعدة بيانات الأفلام السويدية (السويدية)